# Anita Alvarez
Anita Alvarez (Amherst, 2 de dezembro de 1996) é uma nadadora artística estadunidense.

## Carreira
Alvarez competiu no dueto feminino nas Olimpíadas de Verão de 2016 com Mariya Koroleva, terminando em 9º. Ela é membro da Seleção Nacional de Nado Sincronizado dos EUA. Ela competiu no Campeonato Mundial de 2015 em Kazan e no Campeonato Mundial Júnior de 2014. Anteriormente, Alvarez treinou natação intramural no oeste de Nova York. Como treinadora do Walnut Creek Aquanuts, ela os viu nas Olimpíadas Júnior de 2019 em Buffalo, Nova York.
Ela se classificou para representar os Estados Unidos nas Olimpíadas de Verão de 2020 no dueto feminino, ao lado de Lindi Schroeder. A dupla terminou em 13º na preliminar, não conseguindo avançar para a final. Ela foi nomeada Atleta de Natação Sincronizada do Ano dos EUA junto com Mariya Koroleva em 2016 e 2019. Ela também foi nomeada Atleta de Natação Artística do Ano dos EUA em 2021.
No final de sua rotina livre solo no Campeonato Mundial de Esportes Aquáticos de 2022 em Budapeste em 22 de junho, Alvarez desmaiou na piscina e afundou. Seu treinador Andrea Fuentes pulou na piscina para resgatá-la e ela recebeu atendimento médico depois. A FINA posteriormente a impediu de participar da final da rotina livre por equipe em 24 de junho. Alvarez havia desmaiado anteriormente durante o Torneio de Qualificação Olímpica da FINA em Barcelona em junho de 2021, também sendo resgatada por Fuentes naquela ocasião.
Nos Jogos Olímpicos de Verão de 2024, em Paris, conquistou a medalha de prata na competição por equipes na natação artística, ao lado de Jaime Czarkowski, Megumi Field, Keana Hunter, Audrey Kwon, Jacklyn Luu, Daniella Ramirez e Ruby Remati.